# Rodelle
Rodelle – miejscowość i gmina we Francji, w regionie Oksytania, w departamencie Aveyron. W 2013 roku populacja Rodelle wynosiła 1090 mieszkańców. Przez miejscowość przepływa rzeka Dourdou de Conques. 
Rodelle, wcześniej Ruthenula (co oznaczało „małe Rodez”), położone jest na trawertynowej skale z trzema szczytami. Miejsce to było kolejno zajmowane przez Galów, Rzymian i Wizygotów. Sarkofag z epoki barbarzyńskiej jest nadal widoczny na szczycie jednej ze skał. W VIII wieku zbudowano tutaj twierdzę, która była siedzibą jednej z silniejszych linii Karolingów. Następnie należała ona do hrabiego Rodez. Później zamek został skonfiskowany przez Ludwika XI i zniszczony w 1611 roku. Kamienie, z którego był zbudowany, zostały wykorzystane do budowy domów.